# Uggelboda
Uggelboda är en bebyggelse sydost om Örebro i Almby socken i Örebro kommun. Från 2023 avgränsar SCB här en småort.